# Tears Run Rings
Tears Run Rings is een nummer van de Britse zanger Marc Almond, bekend van Soft Cell. Het is de eerste single van zijn vierde soloalbum The Stars We Are uit 1988. Op 22 augustus  dat jaar werd het nummer eerst in het Verenigd Koninkrijk en Ierland op single uitgebracht. In oktober volgden het Europese vasteland, de Filipijnen en Japan en in januari 1989 de VS, Canada en Mexico.

## Achtergrond
De plaat werd een radiohit in een aantal landen. In thuisland het Verenigd Koninkrijk werd een bescheiden 26e positie in de UK Singles Chart behaald. In Duitsland werd de 32e positie behaald en in de Verenigde Staten de 67e positie in de Billboard Hot 100.
In Nederland was de plaat op vrijdag 13 oktober 1988 Veronica Alarmschijf op Radio 3 en werd mede hierdoor een grote hit in de destijds twee landelijke hitlijsten op de nationale publieke popzender. De plaat bereikte de 5e positie in de Nederlandse Top 40 en de 8e positie in de Nationale Hitparade Top 100. 
In België bereikte de plaat de 11e positie in de voorloper van de Vlaamse Ultratop 50 en de 18e positie in de Vlaamse Radio 2 Top 30. In Wallonië werd géén notering behaald.